# 소낙비 (1995년 영화)
"소낙비"는 1995년에 개봉한 대한민국의 영화이다.

## 캐스팅
- 하재영
- 최지수
- 양택조
- 이미령
- 장정국
- 최민금
- 황건
- 김경애
- 김범석
- 김지연
- 주호성
- 전수미
- 유일문
- 김경란
- 조학자
- 정미경
- 안종환
- 윤일주
- 한명환
- 안진수
- 박서영
- 강희